# Georgi Baimakow
Georgi Baimakow (russisch Георгий Баймаков; * 1. Juni 1894 in Sankt Petersburg; † unbekannt) war ein russischer Schwimmer.
Der 18-jährige Baimakow war 1912 bei den Olympischen Sommerspielen in Stockholm einziger Brustschwimmer im vierköpfigen russischen Schwimmteam. Im Wettbewerb über 200 Meter Brust verfehlte er als Fünftplatzierter seines Vorlaufs den Einzug ins Halbfinale klar, über 400 Meter Brust wurde er Zweiter seines Vorlaufs.